# Staatssicherheit (Belgien)
Die Staatssicherheit (VSSE) (niederländisch Veiligheid van de Staat, französisch Sûreté de l'État) ist ein Nachrichtendienst und eine Sicherheitsbehörde Belgiens. Sie wurde 1830 gegründet und gilt als der zweitälteste Nachrichtendienst nach dem Vatikan. Die Staatssicherheit ist eine zivile Behörde unter der Aufsicht des Föderalen Öffentlichen Dienstes Justiz, während der militärische Geheimdienst, der Allgemeine Nachrichten- und Sicherheitsdienst, unter der Aufsicht des Verteidigungsministeriums tätig ist. Der derzeitige Generaladministrator ist Jaak Raes, nachdem sein Vorgänger Alain Winants die Position zwischen 2006 und 2014 vertrat. Die VSSE beteiligt sich an einer Reihe internationaler kooperativer Geheimdienstbeziehungen, wie dem Berner Club und der CTG. Sie hat Kontakte zu über 90 Schwesterdiensten auf vier Kontinenten.

## Aufgabe
Das Hauptziel der Staatssicherheit ist die Sammlung, Analyse und Verarbeitung aller nachrichtendienstlichen Erkenntnisse, die sich als relevant erweisen könnten, um Aktivitäten zu verhindern, die eine Bedrohung für die innere oder äußere Sicherheit des Staates, die demokratische und verfassungsmäßige Ordnung und die internationalen Beziehungen darstellen könnten, Sicherheitsabfragen durchzuführen und Aufgaben im Zusammenhang mit dem Schutz bestimmter Personen wahrzunehmen. Diese letzte Mission wurde 2016 an die belgische Polizei übertragen. Die Staatssicherheit ist auch einer der wichtigsten Anbieter von Bedrohungsinformationen für das belgische Fusion Center, das Koordinierungsorgan für die Bedrohungsanalyse (CUTA / OCAD / OCAM). Jahrelang konzentrierten sich die Aktivitäten der Staatssicherheit auf die Gefahr, die vom islamischen Staat ausgeht.

## Geschichte

### 19. Jahrhundert
Innerhalb weniger Tage nach der belgischen Revolution wurde eine Verwaltung für Public Safety (Administration de la Sûreté Publique) installiert, um den jungen Staat vor den Versuchen des niederländischen Königs Wilhelm I. zu schützen, die belgischen Rebellen zu unterdrücken. Die Public Safety würde zwei Direktionen haben, eine für die Fremdenpolizei und die andere für den Sicherheitsdienst. Als Sicherheitsdienst musste die Public Safety zunächst den belgischen Staat vor niederländischen Spionen und Republikanern schützen. Die Informationsbeschaffung fand nur intern statt: Spionage im Ausland galt als möglicher Verstoß gegen die Neutralität des Landes, die von den anderen europäischen Staaten als Bedingung für die Unabhängigkeit Belgiens auferlegt wurde. Der Dienst hat fast von Anfang an Kontakte zu ausländischen Geheimdiensten aufgenommen und enge Beziehungen zu anderen europäischen Geheimdiensten aufgebaut. Nach dem Frieden mit den Niederlanden konzentrierte sich der Dienst auf subversive Elemente und vereitelte erfolgreich einen versuchten republikanischen Staatsstreich, der 1848 von Karl Marx angezettelt wurde Belgische Armee, die für eine mögliche Invasion Belgiens Wache hielt.
Ab den späten 1870er Jahren und besonders während der 1880er Jahre galt das Hauptanliegen der Public Safety dem Aufkommen sozialistischer Bewegungen. Seine Freiheit von politischer Kontrolle – mangels gesetzlicher Rahmenbedingungen und Politikern, die ihren Geheimdienst lieber auf Distanz hielten – führte dazu, dass der Dienst aktiv an Provokationen beteiligt war. Dies führte 1886 zu einem Skandal, als ein bezahlter Informant bei der Planung eines Bombenanschlags erwischt wurde: Die Pourbaix-Affäre, wie sie genannt wurde, führte zu einer Kürzung des Budgets der Public Safety. Doch bald mussten die Mittel wieder aufgestockt werden, als eine Welle von Terroranschlägen russischer Anarchisten Europa traf. In dieser Zeit ging der belgische Geheimdienst eine sehr enge Beziehung zum Pariser Büro der russischen Ochrana ein.

### 20. Jahrhundert
Bei Ausbruch des Ersten Weltkriegs zerstörte die Public Safety ihre Archive, um sie vor dem Überfall in feindliche Hände zu bewahren. Über die Geschichte während des Krieges ist nichts bekannt. An der Front wurde 1915 ein militärischer Nachrichtendienst gegründet, der die gesamte nachrichtendienstliche Arbeit durchführte und die Aktivitäten des Widerstands koordinierte. Bald nach Kriegsende kam es zu einer Rivalität zwischen der Public Safety und ihrem militärischen Gegenstück, dem heutigen Allgemeinen Informations- und Sicherheitsdienst (ADIV / SGRS), da sich die Aktivitäten beider Dienste manchmal überschnitten. Der Militärgeheimdienst hatte den Auftrag zur Spionageabwehr erhalten, aber nach seiner Suspendierung im Jahr 1923 wegen eines Skandals um die belgische Rheinlandbesetzung musste die Public Safety wieder übernehmen. Im Jahr 1929 wurde die Fremdenpolizei durch eine Verwaltungsreform zu einer eigenständigen Dienststelle und die Public Safety erhielt ihren heutigen Namen: Staatssicherheit (Veiligheid van de Staat / Sûrete de l'Etat).
In den 1930er-Jahren hatte die Staatssicherheit alle Hände voll zu tun mit dem Links- und Rechtsextremismus und einem Anstieg der deutschen Spionageaktivitäten. Die deutsche Bedrohung veranlasste die belgische Regierung 1937, den Militärgeheimdienst wieder einzusetzen. Als der Krieg drohte, wurden die beiden Dienste kurzzeitig unter demselben Ministerium zusammengefasst. Nach der deutschen Invasion folgte der belgische Geheimdienst der Exilregierung nach London, um erneut die Koordination des Widerstands zu übernehmen. Dies wurde durch die Kluft zwischen der Regierung und König Leopold III. verhindert, der beschlossen hatte, in Belgien zu bleiben und damit in die Hände der Nationalsozialisten zu fallen. Die Regierung, die dem Militärgeheimdienst wegen ihrer Loyalität zu ihrem in Kriegsgefangenschaft geratenen Oberbefehlshaber nicht trauen wollte, favorisierte die Staatssicherheit. Dies verschärfte die Rivalität zwischen den beiden Diensten erheblich. Ihr ständiger Streit wurde so schlimm, dass die Regierung schließlich einen Hohen Kommissar ernannte, um beide Dienste zu koordinieren.
1944 kehrte die Staatssicherheit mit dem Secret Intelligence Service und dem niederländischen Geheimdienst nach Belgien zurück, der sich in Brüssel stationieren durfte, während er auf die Befreiung der Niederlande wartete. Der Dienst würde eine wesentliche Rolle bei der Verfolgung und Bestrafung derer spielen, die mit den Deutschen kollaboriert hatten. Danach folgte eine schwere politische Krise, da sich viele Belgier gegen die Rückkehr aus der Gefangenschaft des diskreditierten Leopold III. aussprachen. Die Staatssicherheit musste die gegnerischen Kräfte überwachen, insbesondere die aufkommende kommunistische Bewegung. Der Beginn des Kalten Krieges verlagerte den Fokus fast ausschließlich auf den Kommunismus. Sowjetische Spionage würde Vorrang haben, als Belgien Sitz des NATO-Hauptquartiers wurde. Mit britischer und amerikanischer Hilfe wurde der belgische Geheimdienst erheblich erweitert, um der Flut von Spionen des Warschauer Paktes zu begegnen. Da die Spionageabwehr viel Zeit in Anspruch nahm, würde ab den 1970er Jahren das Problem des internationalen Terrorismus Europa wieder heimsuchen. Als bequemes Transitland spielte Belgien oft bei terroristischen Aktivitäten eine Rolle, weshalb die Staatssicherheit bei vielen Erfolgen der Terrorismusbekämpfung eine Schlüsselrolle spielte. Aber ab 1982 würde Belgien selbst Opfer einer Gewaltwelle werden. Die Angriffe der kommunistischen Terrorgruppe Cellules Communistes Combattantes (CCC) fielen mit einer Reihe von Vorfällen zusammen, die von einer Bande von Gangstern begangen wurden (die schließlich den Namen Les Tueurs du Brabant oder Bende van Nijvel erhielten), die sich allmählich in der Ebene steigerten von Gewalt eingesetzt. Während die CCC innerhalb eines Jahres aufgerollt wurde, setzte die Killerbande von Brabant ihre blutigen Aktivitäten fort, bevor sie im November 1985 nach ihrer gewaltsamsten Razzia in einem Supermarkt mit 28 Todesopfern buchstäblich in der Nacht verschwanden. Der Fall ist bis heute ungelöst, die Mörder unbekannt.
Bei den Versuchen, die Hintergründe der Ereignisse aufzuklären, gerieten die Aktivitäten der Staatssicherheit auf den Prüfstand. Enthüllungen über die tiefen Verbindungen zwischen bestimmten Geheimdienstoffizieren und rechten Organisationen fielen mit Hinweisen zusammen, dass die Killerbande von Brabant tatsächlich mit der NATO-geführten Stay-Behind-Operation, in Italien als Gladio bekannt, in Verbindung stand und die in den teilnehmenden Nationen von ihren Geheimdiensten koordiniert wurde. Die anschließenden parlamentarischen Untersuchungen ergaben, dass der belgische Sicherheitsapparat insofern fehlerhaft war, als dass er zersplittert und unbeaufsichtigt war. Die wichtigste Empfehlung bestand daher darin, einen rechtlichen Rahmen für die Tätigkeit der Nachrichten- und Sicherheitsdienste zu schaffen und unter parlamentarische Kontrolle zu stellen. Die Staatssicherheit trat in die Ära nach dem Kalten Krieg in Unsicherheit über ihre Zukunft ein. Trotz einer dadurch weit verbreiteten Demoralisierung der Belegschaft rollte der Dienst dennoch die Reste des KGB in Belgien auf. Die meiste Zeit der 1990er Jahre versuchte der Dienst, sich zu reorganisieren und wieder zusammenzufinden.

### 21. Jahrhundert
Als 1998 das Nachrichtendienstgesetz in Kraft trat, hatte die Staatssicherheit endlich einen Rechtsrahmen, der ihren Auftrag und ihre Kompetenzen zur Erfüllung ihrer Aufgaben festlegte. Die Sensibilität der Geheimdienstarbeit hatte nach den Skandalen der 1980er Jahre dazu geführt, dass der Gesetzgeber die Erlaubnis zum Einsatz aufdringlicher technischer Mittel zur Informationsbeschaffung aufgeschoben hatte. Stattdessen durften die belgischen Geheimdienste nur mit Menschen arbeiten (HUMINT). Die technische Erfassung von Informationen war nicht erlaubt, was die belgischen Geheimdienste in Bezug auf Erfassung und Effektivität erheblich hinter ihre ausländischen Kollegen zurücksetzte. Dies wurde erst 2010 durch die Einführung des Gesetzes über besondere Aufklärungsmethoden (Bijzondere Inlichtingenmethoden, BIM (siehe unten)) behoben. Bis dahin hatte die belgische Polizei die Oberhand, die 2003 Abhör- und technische Überwachungsmethoden anwenden durfte (es war beabsichtigt, den Nachrichtendiensten ähnliche Kompetenzen zu verleihen, aber diese Arbeit blieb bis 2009 unvollendet). Dies verursachte viel Unmut bei der Staatssicherheit, die ihren Platz als international bevorzugter belgischer Partner für die Terrorismusbekämpfung aufgeben musste.
Ein weiterer Grund für Frustration war die Einrichtung eines Fusion Center für Bedrohungsinformationen im Jahr 2006, eine Folge einer europäischen Vereinbarung zur Einrichtung solcher Zentren als Reaktion auf die Terroranschläge auf Madrid und London in den Jahren 2004 und 2005. Aus Angst vor Konkurrenz oder gar Verdrängung versuchte Staatssicherheitschef Koenraad Dassen aktiv, die Einrichtung des Koordinierungsorgans für die Bedrohungsanalyse zu vereiteln. Dassen versuchte jedoch, den Schleier der Geheimhaltung der Staatssicherheit zu lüften, indem er 2005 erstmals einen öffentlichen Tätigkeitsbericht veröffentlichte, im selben Jahr, als die Staatssicherheit ihr 175-jähriges Bestehen mit einer Konferenz und einem Buch über ihre Geschichte und Aktivitäten feierte. Der Dienst war jedoch durch die Flucht einer kurdischen Terroristin in Verlegenheit gebracht, da VSSE-Beamte die Aufgabe hatten, sie während des Hausarrests zu bewachen. Dassen trat zurück und erklärte, die Bewachung von Verdächtigen sei keine Geheimdienstaufgabe, sondern eine Aufgabe der Polizei.
In diesen Jahren stellte sich der belgische Geheimdienst auf die Aufsicht des parlamentarischen Prüfungsausschusses Comité I. ein. Die Reorganisation und Modernisierung des Dienstes verlief langsam, und eine erste Wirtschaftlichkeitsprüfung durch den Ausschuss stellte eine Reihe von Mängeln fest. Die Wurzel des Problems war jedoch eine chronische Unterfinanzierung und politisches Desinteresse an den Sicherheitsdiensten. Als der Dienst dann technische Überwachungsmaßnahmen durchführen durfte, war eine erhebliche Reorganisation erforderlich, die nicht nur die dafür erforderliche Ausrüstung, sondern auch die richtige Einstellung erforderte, um die Anforderungen an eine ordnungsgemäße Rechtfertigung des Einsatzes der vom BIM-Gesetz von 2010 gewährten Methoden zu erfüllen.
In den 2010er Jahren stellte die VSSE fest, dass die Spionage aufgrund der wichtigen Informationen in Brüssel, dem Sitz der EU-Institutionen, wie nie zuvor zunahm. CUTA und VSSE waren die ersten Sicherheitsdienste, die in den frühen Tagen des syrischen Konflikts vor einer drohenden Rückkehr ausländischer Kämpfer in ihr Land warnten. Als die Zahl der ausländischen Kämpfer wuchs, war der Dienst schnell überfordert, aber Anfragen nach zusätzlicher finanzieller Unterstützung wurden von der Regierung nicht beantwortet, auch nicht nachdem der VSSE die Informationen übermittelt hatte, die eine Terrorzelle in der Grenzstadt Verviers aufrollten und einen Anschlag planten kurz nach dem Anschlag auf Charlie Hebdo. Die Terroranschläge am 13. November 2015 in Paris enthüllten Belgien als Zentrum terroristischer Aktivitäten, eine Verbindung, die mit den Terroranschlägen in Brüssel am 22. März 2016 im Europaviertel bestätigt wurde. Die Umstände, die dazu führten, dass die Angriffe nicht verhindert werden konnten, wurden von einer parlamentarischen Kommission untersucht, die eine deutliche Aufstockung des Personals und der Budgets der Sicherheitsdienste und eine bessere Integration der verschiedenen Akteure sowie eine Verbesserung des Informationsmanagements und des Informationsaustauschs empfahl. Seit 2016 hat der VSSE seine Aktivität intensiviert, unterstützt durch einige lang erwartete finanzielle Unterstützungen. Auch die Zusammenarbeit mit den anderen Sicherheitsdiensten erfolgt in ungeahnter Intensität. Um das öffentliche Verständnis für die Arbeit des Nachrichtendienstes weiter zu fördern, feierte der VSSE das 20-jährige Jubiläum seines Rechtsrahmens, indem er seine Website lancierte und erstmals seit sieben Jahren einen Tätigkeitsbericht veröffentlichte.

## Generaladministratoren
Der belgische Sicherheitsdienst hatte die folgenden Direktoren (genannt administrateur général):
- Isidore Plaisant (1830 – 1831)
- Emmanuel François (1831 – 1839)
- Alexis Hody (1840 – 1852)
- Napoleon Joseph Verheyen (1852 – 1869)
- Victor Berden (1869 – 1882)
- Adolphe Gautier de Rasse (1882 – 1890)
- F. C. de Latour (1890 – 1903)
- J. B. de Rode (1903 – 1906)
- Louis Gonne (1906 – 1927)
- Alfred Rémy (1927 – 1929)
- René Beltjens (1929 – 1933)
- Robert de Foy (1933 – 1943)
- Fernand Lepage (1940 – 1944)
- Pol Bihin (1944 – 1947)
- Robert de Foy (1947 – 1958)
- Ludovic Caeymaex (1958 – 1977)
- Albert Raes (1977 – 1990)
- Stephane Schewebach (1990 – 1993)
- Bart van Lijsebeth (1994 – 1999)
- Godelieve Timmermans (2000 – 2002)
- Koenraad Dassen (2002 – 2006)
- Alain Winants (2006 – 2014)
- Jaak Raes (2014 – 2022)[1]
- Francisca Bostyn (2022 – heute)[1]

## Parlamentarische Aufsicht
In den 1980er Jahren brachten eine Reihe von Vorfällen, darunter die Morde an einem Supermarkt in Brabant, die Aktivitäten terroristischer Gruppen wie der Cellules Communistes Combattantes und der neonazistischen Westland New Post, Aufmerksamkeit und Kritik auf die Aktivitäten und die Ineffektivität der Polizei und Geheimdienste des Landes.
1991 wurde nach zwei Regierungsuntersuchungen ein ständiger parlamentarischer Ausschuss, das Comité I., eingerichtet, um diese zuvor keiner externen Kontrolle unterstellten Einrichtungen dem belgischen föderalen Parlament zu unterstellen. Die Rechtsvorschriften über die Aufgaben und Methoden dieser Agenturen wurden 1998 erlassen.

## Berechtigungen
Die Befugnisse des Sicherheitsdienstes wurden durch das Geheimdienstgesetz vom 30. November 1998 gewährt. Der belgische Geheimdienst hat keine polizeilichen Befugnisse und kann nur Informationen sammeln und analysieren. BIM-Methoden ermöglichen gemäß dem Gesetz über besondere Aufklärungsmethoden 2010 (Wet op de Bijzondere Inlichtingenmethoden (BIM)) die Überwachung mit technischen Mitteln und das Abhören von Kommunikationen. Ihre Anwendung unterliegt während und nach der Operation der strengen Aufsicht des Comité I. und kann von der Aufsichtsbehörde ausgesetzt werden, wenn die Anwendung der Methode als rechtswidrig erachtet wird. Die auffälligsten BIMs müssen zuvor von einem separaten Ausschuss aus drei speziell ernannten Richtern, der BIM-Kommission, genehmigt werden und werden während und nach dem Comité I. erneut überprüft.
Die meisten der verwendeten Methoden (zwischen 1500 und 2000 in den letzten Jahren) betreffen die Lokalisierung und Identifizierung von Mobiltelefonnummern im Zusammenhang mit der Terrorismusbekämpfung.